# Districtul Wittenberg
Districtul Wittenberg este un Kreis în landul Saxonia-Anhalt, Germania. 
1. 1 2 3  GeoNames